# High Schools
High Schools ist ein US-amerikanischer Dokumentarfilm von Charles Guggenheim aus dem Jahr 1983, der für einen Oscar nominiert war.

## Inhalt
Der Film, der an amerikanischen High Schools gedreht wurde, ist bemüht, ein realistisches Bild des Highschool-Alltags zu vermitteln, sei es innerhalb oder auch außerhalb des Klassenraums.

## Produktionsnotizen, Veröffentlichung
Produziert und vertrieben wurde der Film von Guggenheim Productions.
Vorgestellt wurde der Film im Oktober 1984 auf dem Chicago International Film Festival.

## Auszeichnungen (Auswahl)
- 1984: Chicago International Film Festival 1984
  - nominiert für einen Gold Hugo in der Kategorie „Bester Dokumentarfilm“ Charles Guggenheim
- Academy Awards 1985
  - nominiert für einen Oscar in der Kategorie „Bester Dokumentarfilm“ Charles Guggenheim und Nancy Sloss